# 伊藤壮一郎
伊藤 壮一郎（いとう そういちろう、1977年-　）は、日本のファッションデザイナー。

## 人物
東京生まれ。母はファッション業界におけるアタッシェ・ドゥ・プレスの第一人者である伊藤美恵。叔父にはミュージシャンの高橋幸宏、ザ・フィンガーズの高橋信之がおり、従弟にはデザイナー兼ボイスアクターの大岩Larry正志がいる。

## 略歴
1995年　高校卒業後、渡英。ロンドンに留学。
1998年　帰国後、青山学院で経済史を学ぶ傍ら独自で服作りを始める。
2001-2002 秋冬よりsoe（ソーイ）をスタートさせる。
2004-2005 秋冬より東京コレクションデビュー。
2008-2009 秋冬よりsoe shirts（ソーイ シャツ）スタート。
2013年 新たなコンセプトストアM.I.U.をオープンさせる。
2015年 秋冬よりsoeディレクターに就任
2015-2016 秋冬よりパリ メンズコレクションに出展。
2016-2017 秋冬よりsoe WOMEN（ソーイ ウィメン）スタート。